# 学校法人徳山教育財団
学校法人徳山教育財団（とくやまきょういくざいだん）は、2022年3月31日まで存在していた学校法人である。徳山大学（現：周南公立大学）の運営組織であった。学校法人中央学院の経営悪化に伴い、出光興産を始めとする地元財界の寄付で1974年4月新たに学校法人徳山教育財団を設立し、同財団に徳山大学の運営を移管。2021年12月に山口県知事から「公立大学法人周南公立大学」の設立認可を、さらに同日付で文部科学大臣から「徳山大学の設置者変更」の認可を受け、翌2022年3月31日に徳山大学公立化により解散、土地、建物や学部は公立大学法人周南公立大学に引き継がれた。

## 系列校
- 徳山大学 - 現：周南公立大学
- 徳山女子短期大学 - 廃止